# 沂水县
沂水县在中国山东省东南部，沂河上游，是临沂市所辖的一个县。汉置东莞县，隋改沂水县。地处沂蒙山区，总面积为2434.8平方公里。地标建筑为东皋公园中的文峰塔。縣人民政府駐沂城街道正陽路19號。

## 行政区划
沂水县下辖2个街道办事处、15个镇、1个乡：
沂城街道、龙家圈街道、马站镇、高桥镇、许家湖镇、黄山铺镇、诸葛镇、崔家峪镇、四十里堡镇、杨庄镇、夏蔚镇、沙沟镇、高庄镇、院东头镇、富官庄镇、道托镇、泉庄镇和圈里乡。

## 人口
2020年末，沂水县第七次全国人口普查公报顯示：
全县常住人口为967570人。 与2010年第六次全国人口普查的998331人相比，十年共减少30761人，下降3.08%，年平均下降率为0.31%。

## 交通
- 233国道、 342国道过境。

## 事件
2017年當地率先實施殯葬費全免的「死後共產主義制度」領先全國引起社會關注，往生者將獲政府分配的基本款火葬墓地、墓碑、禮儀服務一整全套。

## 名勝
- 紀王崮春秋古墓

## 延伸阅读
[在维基数据编辑]
 《欽定古今圖書集成·方輿彙編·山川典·沂水部》，出自陈梦雷《古今圖書集成》